# Hrîstînivka
Hrîstînivka (în ucraineană Христинівка) este orașul raional de reședință al raionului Hrîstînivka din regiunea Cerkasî, Ucraina. În afara localității principale, nu cuprinde și alte sate.

## Demografie
Componența lingvistică a orașului Hrîstînivka
     Ucraineană (95,6%)
     Rusă (3,49%)
     Alte limbi (0,39%)
Conform recensământului din 2001, majoritatea populației orașului Hrîstînivka era vorbitoare de ucraineană (95,6%), existând în minoritate și vorbitori de rusă (3,49%).